# 米场镇
米场镇，是中华人民共和国广西壮族自治区玉林市陆川县下辖的一个乡镇级行政单位。

## 行政区划
米场镇下辖以下地区：
米场村、五柳村、南中村、桥鲁村、旺同村、平塘村、旺荐村、乐宁村和新民村。